# ديكيمبي موتومبو
ديكيمبي موتومبو (25 يونيو 1966 - 30 سبتمبر 2024)، هو لاعب نجم كرة سلة أمريكي من أصل كونغولي ولد بمدينة كينشاسا (زائير سابقاً) الان جمهورية الكونغو الديمقراطية، بدأ مسيرته الاحترافية عام 1991م. يبلغ طوله 7 قدم 2 بوصة (2.2 م). لعب في الرابطة الوطنية لكرة السلة. اعتزل اللعب في 2009 مع فريق هيوستن روكتس.

## فرق لعب لها
- دنفر ناغتس
- أتلانتا هوكس
- فيلادلفيا سفنتي سيكسرز
- بروكلين نتس
- نيويورك نيكس
- هيوستن روكتس

## روابط خارجية
- ديكيمبي موتومبو على موقع إن بي أي (الإنجليزية)
- ديكيمبي موتومبو على موقع سبورتس رفرنس (الإنجليزية)
- ديكيمبي موتومبو على موقع كرة السلة الأوروبية.كوم (الإنجليزية)
- ديكيمبي موتومبو على موقع إي إس بي إن.كوم (الإنجليزية)
- ديكيمبي موتومبو على موقع كلية كرة السلة في سبورتس رفرنس.كوم (الإنجليزية)
- ديكيمبي موتومبو على موقع ريلجم (الإنجليزية)
- ديكيمبي موتومبو على موقع بروبوليرز (الإنجليزية)